# 濟羅省
濟羅省（法語：Ziro）是布基納法索中西大區東部的一個省，面積5,139平方公里。2006年人口175,607人。首府薩普伊。
本區下轄六縣。